# NGC 2730
NGC 2730 (другие обозначения — UGC 4743, MCG 3-23-28, ZWG 90.57, IRAS08594+1702, PGC 25384) — спиральная галактика в созвездии Рака. Открыта Альбертом Мартом в 1864 году.
В профиле яркости галактики наблюдается излом, после которого яркость диска начинает убывать быстрее, чем до него. Также в галактике наблюдается отрицательный градиент металличности. Галактика имеет небольшую массу ― звёздная масса составляет 6,3⋅109 M⊙ и низкое соотношение массы балджа к общей массе ― 17 %.
Этот объект входит в число перечисленных в оригинальной редакции «Нового общего каталога».
Галактика NGC 2730 входит в состав группы галактик NGC 2749. Помимо NGC 2730 в группу также входят NGC 2738, NGC 2744, NGC 2749, NGC 2764, UGC 4773, UGC 4780, UGC 4809 и NGC 2737.